# Michele Accorinti
Michele Accorinti (Reggio de Calàbria, 22 de novembre, 1888 - Lusèrna e Sant Joan, Piemont, 25 d'agost de 1973) pianista, mestre de cant i compositor.
Graduat amb honors en cant, cant coral i composició al Conservatori de S. Pietro a Maiella a Nàpols, va començar, com a tenor, una carrera de concert compartint aquest esforç artístic amb el de l'ensenyament. El coneixement teòric i pràctic ampliat, com a instructor de cor i com a director d'orquestra, va adquirir durant sis anys una àmplia experiència també en aquests dos àmbits.
Cridat per Francesco Cilea, director del Conservatori de S. Pietro a Maiella, com a coadjutor d'Agostino Roche, que ja havia estat el seu mestre, i que acabava de graduar, volia al seu costat, M. Accorinti va assumir la càtedra principal quan M.º Roche va fracassar. I aquest lloc el va deixar el 1931 quan, després d'una competició, va ser nomenat professor titular a l'Institut Municipal Municipal de Música de Giuseppe Verdi de Torí (que es va convertir en el Reial Conservatori de Música del mateix nom el 1936). Catedràtic que va tenir fins a 1963. El seu alumne més prestigiós va ser el baríton Giuseppe Valdengo (1914-2007) que, després de la Segona Guerra Mundial, va cantar durant diversos anys sota la direcció del mestre Arturo Toscanini al Metropolitan Theatre de Nova York.
Va publicar el volum Elementi di tecnica della canto, (Nàpols, 1928, Milà, 1952). En la seva composició tenim peces per a piano, lírica, música sagrada i un esbós melodramàtic per a nens. Alguns manuscrits inèdits de Michele Accorinti i el seu pare, Domenico (Reggio Calabria, 1847-1905), tenor i compositor, es troben a la biblioteca del Giuseppe Verdi Conservatori de Torí.